# Kanton Brionne
Brionne is een kanton van het Franse departement Eure. Het kanton maakt deel uit van het arrondissement Bernay.

## Gemeenten
Het kanton Brionne omvatte tot 2014 de volgende 23 gemeenten:
- Aclou
- Le Bec-Hellouin
- Berthouville
- Boisney
- Bosrobert
- Brétigny
- Brionne (hoofdplaats)
- Calleville
- Franqueville
- Harcourt
- La Haye-de-Calleville
- Hecmanville
- Livet-sur-Authou
- Malleville-sur-le-Bec
- Morsan
- La Neuville-du-Bosc
- Neuville-sur-Authou
- Notre-Dame-d'Épine
- Saint-Cyr-de-Salerne
- Saint-Éloi-de-Fourques
- Saint-Paul-de-Fourques
- Saint-Pierre-de-Salerne
- Saint-Victor-d'Épine

Door de herindeling van de kantons bij decreet van 25 februari 2014, met uitwerking op 22 maart 2015, werd het kanton uitgebreid met 21 gemeenten van het opgeheven kanton Beaumont-le-Roger.

Op 1 januari 2017 werden de gemeenten Fontaine-la-Soret, Nassandres en Perriers-la-Campagne samengevoegd met de gemeente Carsix uit het kanton Bernay tot de fusiegemeente (commune nouvelle) Nassandres sur Risle.

Op 1 januari 2018 werden de gemeenten Le Tilleul-Othon en Goupillières samengevoegd tot de fusiegemeente (commune nouvelle) Goupil-Othon.
De toegevoegde gemeenten zijn bijgevolg herleid tot de volgende 18
- Barc
- Barquet
- Beaumontel
- Beaumont-le-Roger
- Berville-la-Campagne
- Bray
- Combon
- Écardenville-la-Campagne
- Goupil-Othon
- Grosley-sur-Risle
- La Houssaye
- Launay
- Nassandres sur Risle
- Le Plessis-Sainte-Opportune
- Romilly-la-Puthenaye
- Rouge-Perriers
- Sainte-Opportune-du-Bosc
- Thibouville